# Tobi Katze

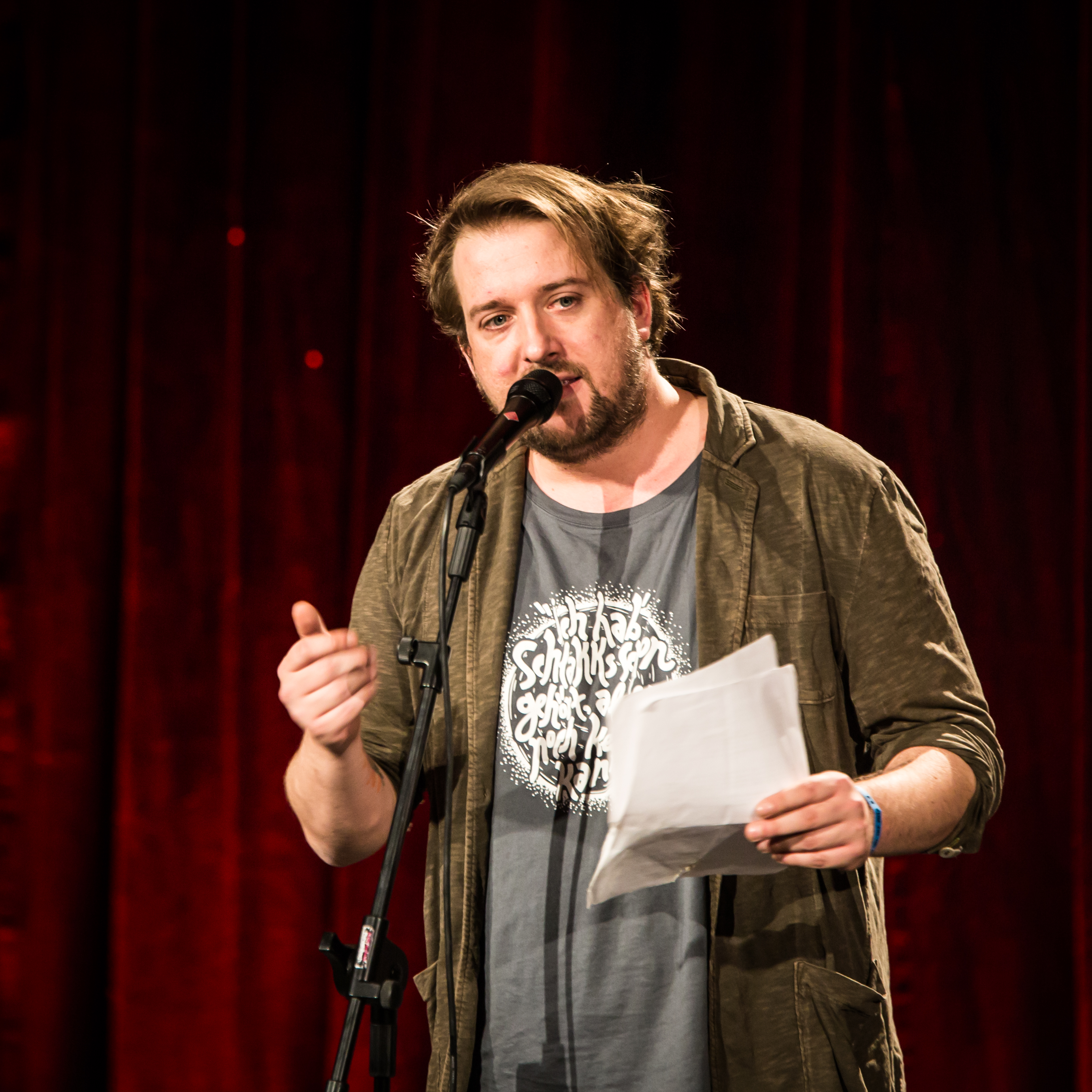
Tobi Katze bei der Internationalen Kulturbörse Freiburg 2018

Tobi Katze, eigentlich Tobias Rauh (* 12. April 1981 in Hamm) ist ein deutscher Autor und Slampoet.

## Leben
2007 erhielt er für eine Kurzgeschichte über die Bewohner der Dortmunder Südstadt den LesArt-Preis der jungen Literatur in Dortmund. Seine erste eigenständige Buchveröffentlichung nach diversen Veröffentlichungen in Anthologien war 2012 die Sammlung „Rocknrollmitbuchstaben“ (erschienen im Blaulicht-Verlag), in der Kurzgeschichten und Bühnentexte vereint wurden. Für den Internetauftritt des Stern-Magazins startete er Anfang 2014 den Online-Blog Das Gegenteil von traurig , über zwei Jahre hinweg schrieb er dort über den (Arbeits-)Alltag und Umgang mit der Krankheit Depression. Infolgedessen erschien 2015 der Roman „Morgen ist leider auch noch ein Tag“ bei Rowohlt: Hier setzte sich Katze erneut humoristisch, jedoch nun in Roman-Form mit dem Thema Depression auseinander. Das Buch erreichte Platz 4 in der Spiegel-Bestsellerliste (Rubrik: Taschenbuch) und hielt sich einige Wochen in der Liste. Mit seinem Roman ging Katze auf deutschlandweite Lesereise, zusätzlich erschien es als Hörbuch.
Tobi Katze ist neben eigenen Lesungen auch regelmäßiger Teilnehmer bei Poetry Slams, 2013 erreichte er das Finale des NRW-Slams in der Weststadthalle Essen. Gemeinsam mit der nordrhein-westfälischen Landesmeisterin von 2014, Sandra Da Vina, präsentiert er in Bochum regelmäßig das Programm „Das Leiden der jungen Wörter“.

## Auszeichnungen
- 2007: LesArt-Preis der jungen Literatur
- 2013: Finalist NRW-Slam in Essen
- 2014: Bielefelder Kabarettpreis

## Veröffentlichungen
- Tobi Katze: Rocknrollmitbuchstaben. Blaulicht-Verlag, 2012, ISBN 978-3-941552-19-7.
- Tobi Katze: Morgen ist leider auch noch ein Tag: irgendwie hatte ich von meiner Depression mehr erwartet. Rowohlt, 2015, ISBN 978-3-499-62927-3.
- Tobi Katze: Morgen ist leider auch noch ein Tag: irgendwie hatte ich von meiner Depression mehr erwartet [Hörbuch]. Audio Media, 2015, ISBN 978-3-95639-058-6 (3 CDs).
- Tobi Katze: Immer schön die Ballons halten: Erwachsen werden ist ja sonst nicht unsere Art. Rowohlt, 2017, ISBN 978-3-499-63289-1.

### Weitere Texte erschienen in (Auswahl)
- Dominik Bartels, Pierre Jarawan (Hrsg.): Etwas ist faul im Staate. Blaulicht-Verlag, 2011, ISBN 978-3-941552-11-1.
- Karsten Strack (Hrsg.): Schreiben statt Jammern: Die ultimative Liebeskummeranthologie des Poetry Slam. Lektora, Paderborn 2016, ISBN 978-3-95461-058-7.
- Süßer die Böller nie klingen …: Geschichten über die irre besinnliche Zeit zwischen Weihnachten und Silvester. Rowohlt, Reinbek bei Hamburg 2016, ISBN 978-3-499-63233-4.